# Tigran Sargsyan
Tigran Sargsyan (Kirovakan, 29 de janeiro de 1960) é um economista e político arménio, primeiro-ministro da Arménia de 9 de abril de 2008 a 13 de abril de 2014.
Foi também embaixador da Arménia nos Estados Unidos.
Desde 2016 Tigran Sargsyan é o Presidente da Comissão Eurasiática.